# Rome: Total War: Alexander
Rome: Total War: Alexander este o expansiune a cunoscutului joc video de strategie, Rome: Total War lansată în 2006. A fost creat de Creative Assembly, ca o combinație între strategie pe runde și bătălii tactice în timp real. Jocul se desfășoară într-o perioadă de timp mai devreme decât jocul original și pune jucătorul în rolul lui Alexandru cel Mare.
Nouă expansiune, Alexander va da șansă jucătorilor să atingă marile realizări ale strălucitului generalului macedonean. 
Au fost adăugate 4 noi părți jocului original în care sunt incluse și noi fracțiuni: Macedonii și persanii. Sunt disponibile mai mult de 60 de unități noi, printre care: Care de luptă cositoare, elita "nemuritoare" și faimoasele unități ale lui Alexandru: Hipaspiști, Falangiști și Cavaleria de companie. 